# 서부동 (영천시)
서부동(西部洞)은 경상북도 영천시의 행정동이다. 서부동은 영천시의 관문이자 영천성의 본터로 남천과 북천이 하나가 되어 모이고, 마현산과 유봉산이 있다.

## 법정동
- 교촌동
- 성내동
- 화룡동
- 오수동
- 쌍계동
- 대전동
- 서산동

## 교육 기관
| 학교명           | 소재지        | 비고 |
| ---------------- | ------------- | ---- |
| 영화초등학교     | 영화새싹길 22 |      |
| 영천여자중학교   | 상아탑길 28   |      |
| 선화여자고등학교 | 상아탑길 36   |      |
| 영천여자고등학교 | 최무선로 180  |      |

## 명소
- 숭렬당
- 영천향교
- 호수종택
- 양계정사